# Rory Byrne
Rory Byrne (Pretória, África do Sul, 10 de janeiro de 1944) é consultor de design e desenvolvimento da Scuderia Ferrari Marlboro, à qual se juntou em 1997.

## Biografia
Na década de 80 foi projetista da Toleman, carro pelo qual Ayrton Senna fez sua primeira temporada no mundial de F1, mais tarde na década de 90 foi projetista da Benetton, equipe dirigida por Flavio Briatore, e que deu a Michael Schumacher seus dois primeiros títulos mundiais, o modelo B194 de 1994 e B195 de 1995.
Os principais carros projetados com a assinatura de Byrne foram as Ferraris: F1-2000, F2001, F2002, F2003 e F2004, consideradas imbatíveis, que colecionaram quase trinta vitórias, além de ter feito Michael Schumacher, o único piloto a terminar no pódio em todas as provas na temporada de 2002. A partir de 2005, Rory começou a se retirar da Ferrari, trabalhando apenas como consultor, sendo substituído por Aldo Costa como projetista-chefe. Sua última grande criação "visível" foram as caixas para aquecimento de pneus, quando a Ferrari sofreu em 2005 pela regra que proibiu a troca dos compostos em pit-stops. Deixou a F1 definitivamente após a temporada de 2006, para cuidar de uma escola de mergulho.
Rory Byrne retornou a Ferrari para uma rápida consultoria com o intuito de auxiliar o desenvolvimento do novo carro de F1 da Ferrari o SF70H, que tinha como desenvolvedores principais técnicos jovens, então retornou com o intuito de repassar dia experiência e direcionar o projeto para um bom caminho.
Rory pode ser considerado o melhor projetista da F1 moderna, tendo como "rival" apenas o outro gênio, Adrian Newey, cuja obra-prima foi a FW14B, carro com que a equipe Williams disputou a temporada de 1992.